# Xanthorhoe tamsi
Xanthorhoe tamsi är en fjärilsart som beskrevs av Fletcher 1963. Xanthorhoe tamsi ingår i släktet Xanthorhoe och familjen mätare. Inga underarter finns listade i Catalogue of Life.